# Machairocentron teucrus
Machairocentron teucrus är en nattsländeart som beskrevs av Schmid 1982. Machairocentron teucrus ingår i släktet Machairocentron och familjen Xiphocentronidae. Inga underarter finns listade i Catalogue of Life.